# راسيل زيمر
راسيل زيمر (بالإنجليزية: Russell Zimmer)‏ هو سياسي أمريكي، ولد في 26 فبراير 1926 في ميناتار في الولايات المتحدة. حزبياً، نشط في الحزب الجمهوري. وقد انتخب عضو مجلس ولاية وايومنغ.